# کوئنتین لکوش
کوئنتین لکوش (انگلیسی: Quentin Lecoeuche؛ زادهٔ ۴ فوریهٔ ۱۹۹۴) بازیکن فوتبال اهل فرانسه است.
از باشگاه‌هایی که در آن بازی کرده‌است می‌توان به باشگاه فوتبال لانس اشاره کرد.